# توماس هوب
توماس هوب (بالإنجليزية: Thomas Hope)‏‏ (30 أغسطس 1769 في أمستردام - 3 فبراير 1831 في لندن) مهندس معماري، ورسام، وكاتب، وروائي من المملكة المتحدة لبريطانيا العظمى وأيرلندا.

## الجوائز
- زميل في الجمعية الملكية

## روابط خارجية
- توماس هوب على موقع الموسوعة البريطانية (الإنجليزية)
- توماس هوب على موقع إن إن دي بي (الإنجليزية)